# GELID Solutions
GELID Solutions Ltd. разрабатывает кулеры для процессоров и видеокарт, вентиляторы, термопасты, аксессуары и другое оборудование для компьютеров и мобильной электроники. Штаб-квартира компании находится в Гонконге, для производства используются мощности других предприятий, расположенных в континентальном Китае и на Тайване.

## О компании
GELID Solutions основана Гебхардом Шеррером и Ви Си Треном в 2008 году в Гонконге.
В 2009 году компанией была выпущена термопаста GC-Extreme, которая хорошо зарекомендовала себя в системах экстремального охлаждения жидким азотом. Эту термопасту используют именитые энтузиасты-оверклокеры, такие как Matei Mihatoiu, победитель турнира MSI Master Overclocking Arena EMEA 2011, и Lau Kin Lam, победитель турнира G.SKILL OC World Cup 2015.
В 2013 году GELID Solutions выпустила первый в мире специализированный кулер для маршрутизаторов, модемов, ТВ-приставок, медиа-плееров и других малогабаритных устройств - IcyPad. А в 2014 году на рынке появился первый 6-ти канальный контроллер вентиляторов и насосов водяного охлаждения с мощностью 30 Вт на канал, оборудованный сенсорным экраном - SpeedTouch 6.
В июне 2015 года на международной компьютерной выставке Computex Taipei GELID Solutions анонсировала новую серию продуктов - носимую электронику и беспроводные зарядные устройства.

## Продукты
- Системы охлаждения ПК
- Носимая электроника
- Устройства и аксессуары электропитания

## Конкуренты
- Cooler Master
- DeepCool
- Thermaltake
- Thermalright
- Arctic
- Zalman